# Casa Joan Barata
La Casa Joan Barata és un edifici del centre de Terrassa (Vallès Occidental), situat al carrer de Sant Pere, protegit com a bé cultural d'interès local.

## Descripció
És un edifici entre mitgeres, de planta baixa i dos pisos. La façana és de composició vertical. La planta baixa és en forma de sòcol i està delimitada per una línia d'imposta. El primer pis té balcons amb obertures d'arc carpanell ornats amb motius florals. El segon pis presenta finestres. El coronament de l'edifici es caracteritza per la cornisa i els petits gablets dentats.

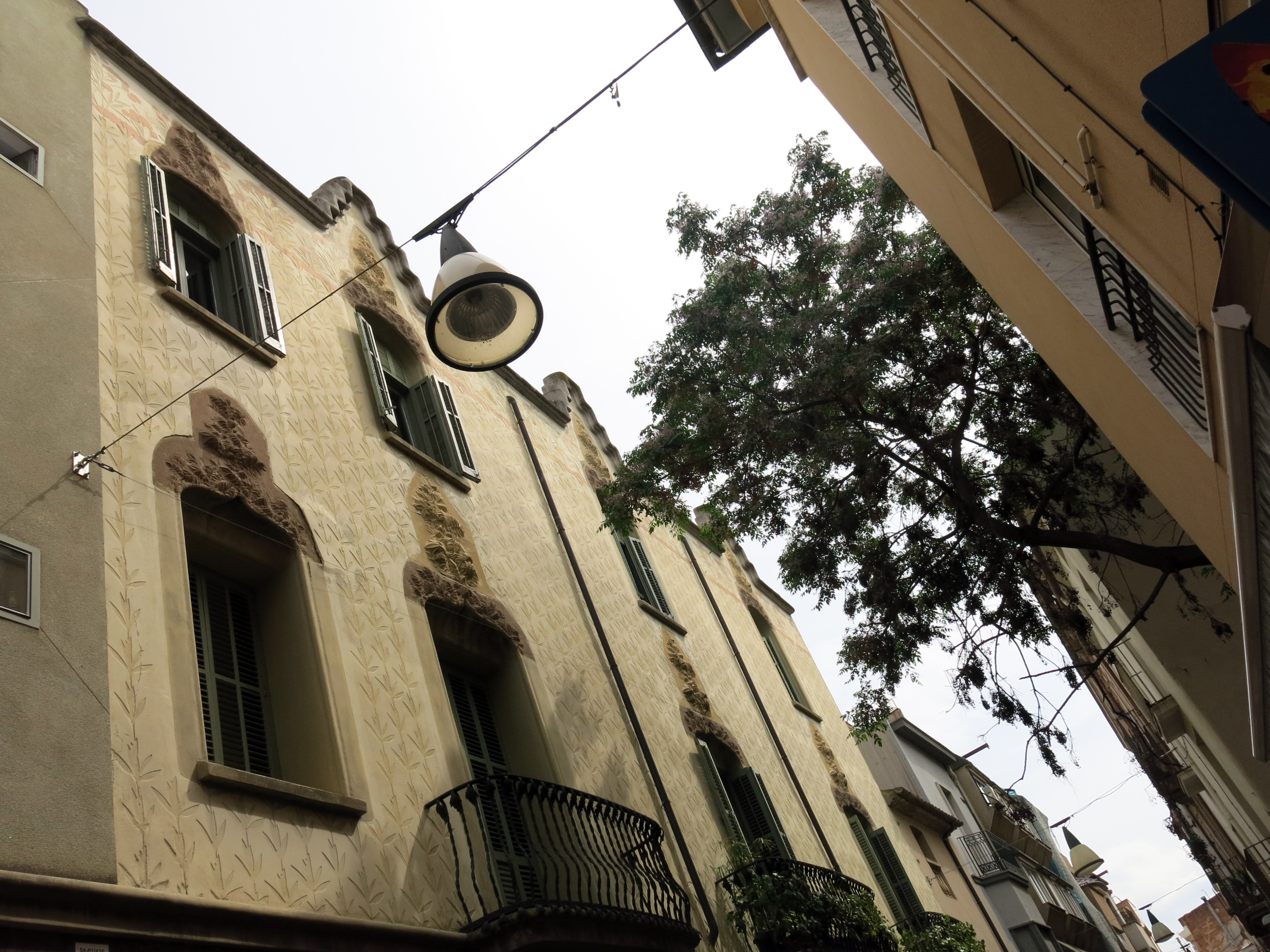
Vista del carrer de Sant Pere amb la Casa Joan Barata

El tractament de la façana és, a la planta baixa, amb estucat tot perfilant línies de carreus. La resta és amb esgrafiats repetitius de motius florals sobre un fons estucat de color verd i un fris de rams de flors sota la cornisa.

## Història
Es tracta d'una antiga casa senyorial del 1838 tres plantes reformada a la façana i a l'interior per Lluís Muncunill el 1905. La façana presenta trets de la seva etapa modernista, amb els relleus florals a les llindes de les finestres, els gablets escalonats del coronament i els esgrafiats de la façana.
El propietari que va fer construir l'edifici, Joan Barata i Guitard, del mas de la Barata, era un terratinent adinerat que va bastir la seva casa pairal en uns terrenys del carrer de Sant Pere que li pertanyien per herència des del 1562. Un dels descendents, Joan Barata i Quintana, va ser alcalde de la ciutat i diputat a Corts.